# キャヴェンディッシュ研究所
キャヴェンディッシュ研究所（キャヴェンディッシュけんきゅうじょ、英語: Cavendish Laboratory）は、ケンブリッジ大学に所属するイギリスの物理学研究所および教育機関。核物理学のメッカとも呼ばれる。
1871年に物理学者ヘンリー・キャヴェンディッシュを記念して作られた。
初代所長はマクスウェル。その後、レイリー卿、J.J.トムソン、ラザフォード、W. L. ブラッグらが所長をつとめた。
2025年までに31人のノーベル賞受賞者を輩出している。
キャヴェンディッシュ研究所は分子生物学の進歩にも貢献している。キャヴェンディッシュ研究所でたんぱく質の構造を研究していたクリックは1953年にDNAの二重螺旋構造をつきとめ、ワトソンらとともにノーベル生理学・医学賞を受賞した。

## キャヴェンディッシュ研究所が輩出したノーベル賞受賞者
2025年時点で31人の受賞者を輩出している。
- ジョン・ウィリアム・ストラット (物理学, 1904)
- ジョゼフ・ジョン・トムソン (物理学, 1906)
- アーネスト・ラザフォード (化学, 1908)
- ローレンス・ブラッグ (物理学, 1915)
- チャールズ・バークラ (物理学, 1917)
- フランシス・アストン (化学, 1922)
- チャールズ・ウィルソン (物理学, 1927)
- アーサー・コンプトン (物理学, 1927)
- オーエン・リチャードソン (物理学, 1928)
- ジェームズ・チャドウィック (物理学, 1935)
- ジョージ・パジェット・トムソン (物理学, 1937)
- エドワード・アップルトン (物理学, 1947)
- パトリック・ブラケット (物理学, 1948)
- ジョン・コッククロフト (物理学, 1951)
- アーネスト・ウォルトン (物理学, 1951)
- フランシス・クリック (医学生理学, 1962)
- ジェームズ・ワトソン (医学生理学, 1962)
- マックス・ペルーツ (化学, 1962)
- ジョン・ケンドリュー (化学, 1962)
- ドロシー・ホジキン (化学, 1964)
- ブライアン・ジョゼフソン (物理学, 1973)
- マーティン・ライル (物理学, 1974)
- アントニー・ヒューイッシュ (物理学, 1974)
- ネヴィル・モット (物理学, 1977)
- フィリップ・アンダーソン (物理学, 1977)
- ピョートル・カピッツァ (物理学, 1978)
- アラン・コーマック (医学生理学, 1979)
- アーロン・クルーグ (化学, 1982)
- ノーマン・ラムゼー (物理学, 1989)
- ヨアヒム・フランク（化学, 2017）
- ディディエ・ケロー(物理学, 2019)